# Thlaspi aghricum
Thlaspi aghricum är en korsblommig växtart som beskrevs av Peter Hadland Davis och Kit Tan. Thlaspi aghricum ingår i släktet skärvfrön, och familjen korsblommiga växter. Inga underarter finns listade i Catalogue of Life.